# Pogoniulus pusillus
El barbudito de frente roja (Pogoniulus pusillus) es una especie de ave de la familia de los barbudos africanos (Lybiidae). Esta especie de barbudo africano se encuentra en Sudáfrica, Sudán y Etiopía.